# Gypona signifera
Gypona signifera är en insektsart som beskrevs av Walker 1851. Gypona signifera ingår i släktet Gypona och familjen dvärgstritar. Inga underarter finns listade i Catalogue of Life.